# Pivovar Radegast
Pivovar Radegast je pivovar založený 3. prosince 1970 v Nošovicích, jehož vlastníkem je Plzeňský Prazdroj a.s. s majoritním akcionářem, společností Asahi. Do Pivovaru Radegast vede železniční vlečka z vlakového nádraží Dobrá u Frýdku-Místku na trati 322. 
Pivovar Radegast v Nošovicích má lahvovou plnící linku L6 a plechovkovou linku L7 na které plní vyráběné značky Radegast, Kozel, Gambrinus a Birell.[zdroj?] Číslo plnící linky je na výrobku čitelné vedle data spotřeby. Výrobky označené L1, L2, L3 jsou z Plzně (například Radegast 12 ve třetinkách je L2), výrobky označené L4, L5 jsou stáčeny ve Velkých Popovicích a L8, L9 v Šariši (SK).[zdroj?] Nealko Birell v plechovkách je na český trh dovážen také z východoslovenského Šariše z linky L9, kde se vyrábí i piva českych značek pro slovenský trh.[zdroj?]

## Produkce
- Klasik
- Radegast Originál
- Radegast Ryze Hořká 12
- Birell
- Birell polotmavý
- Kozel
- Gambrinus

## Galerie výrobků

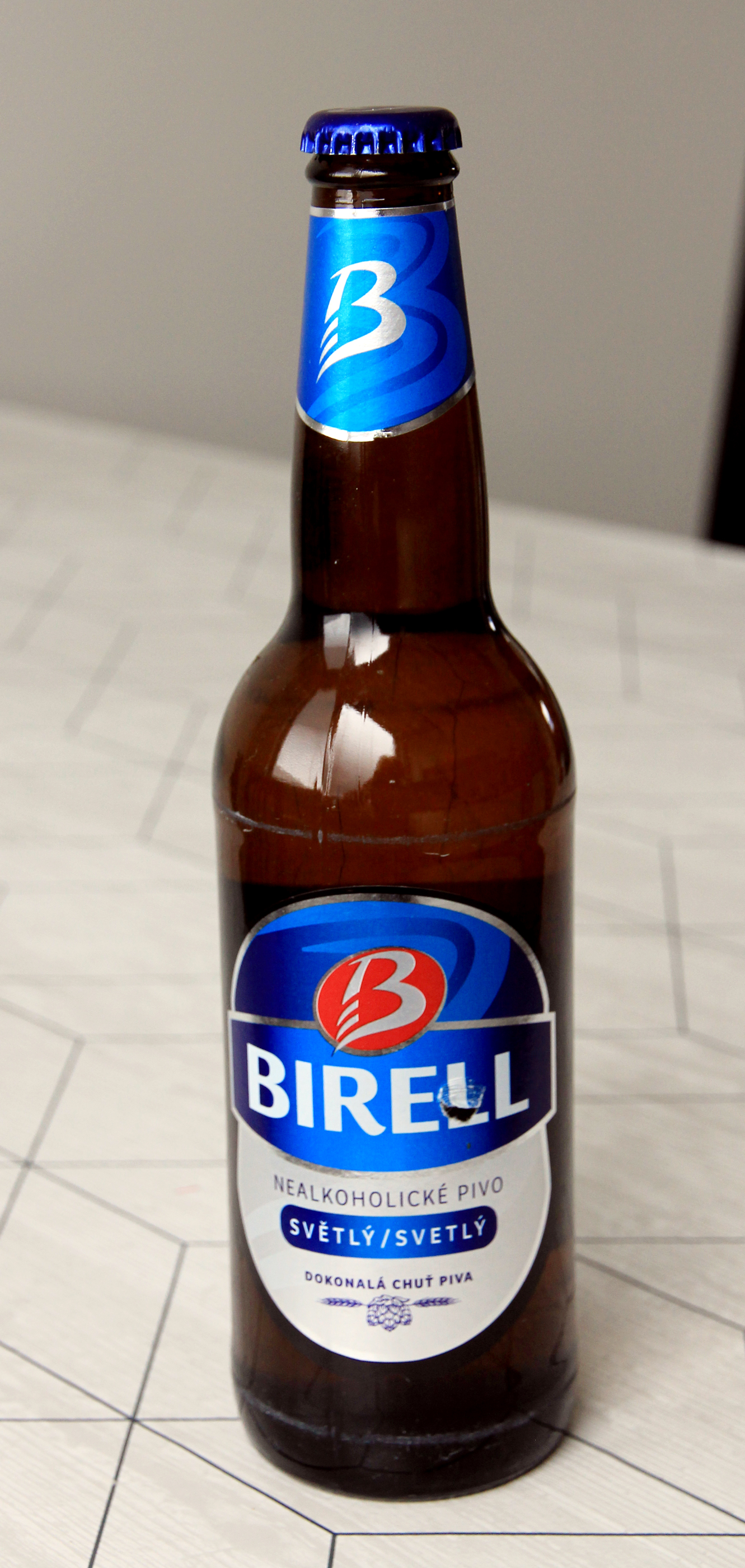
Birell
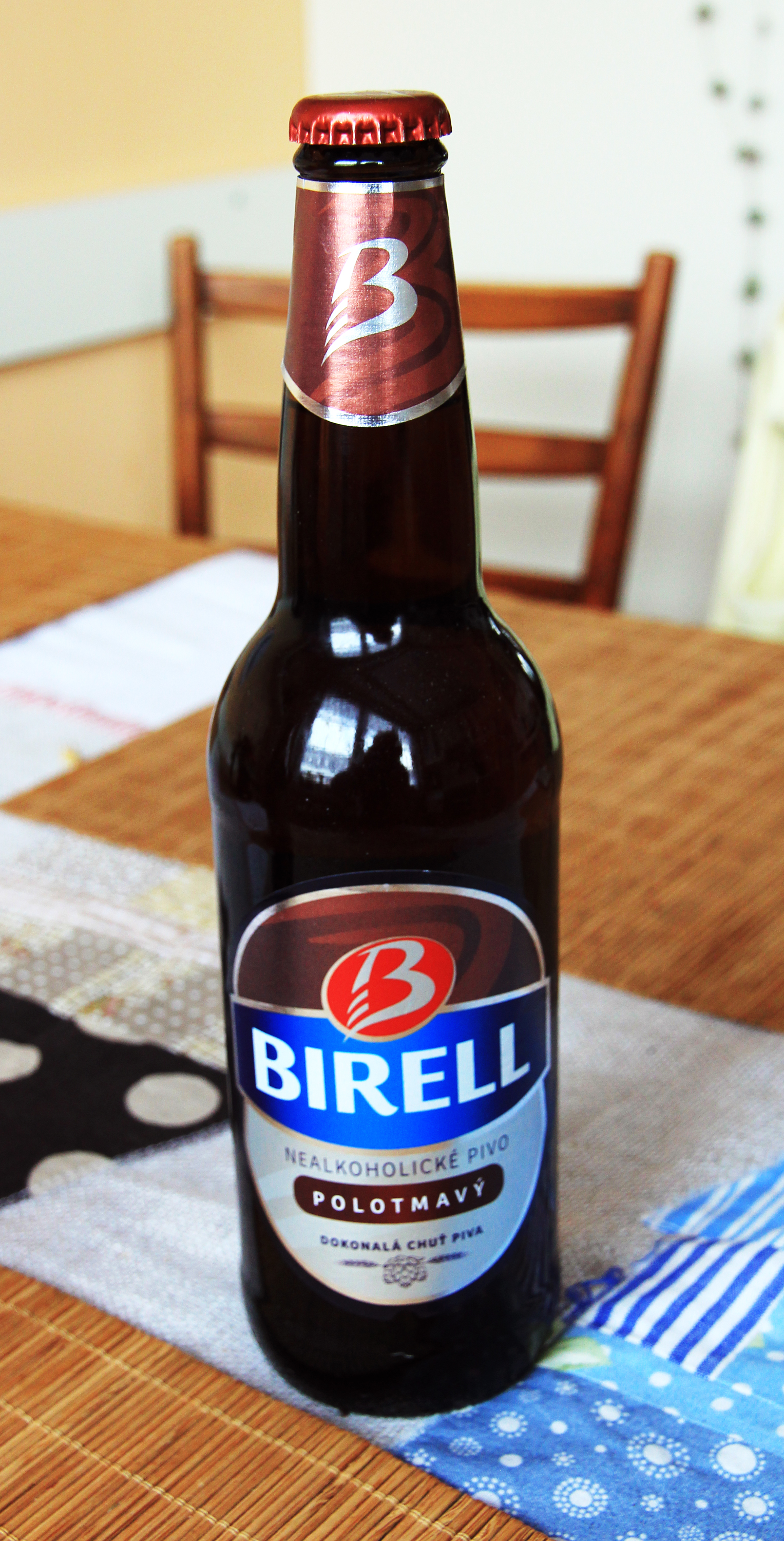
Birell polotmavý
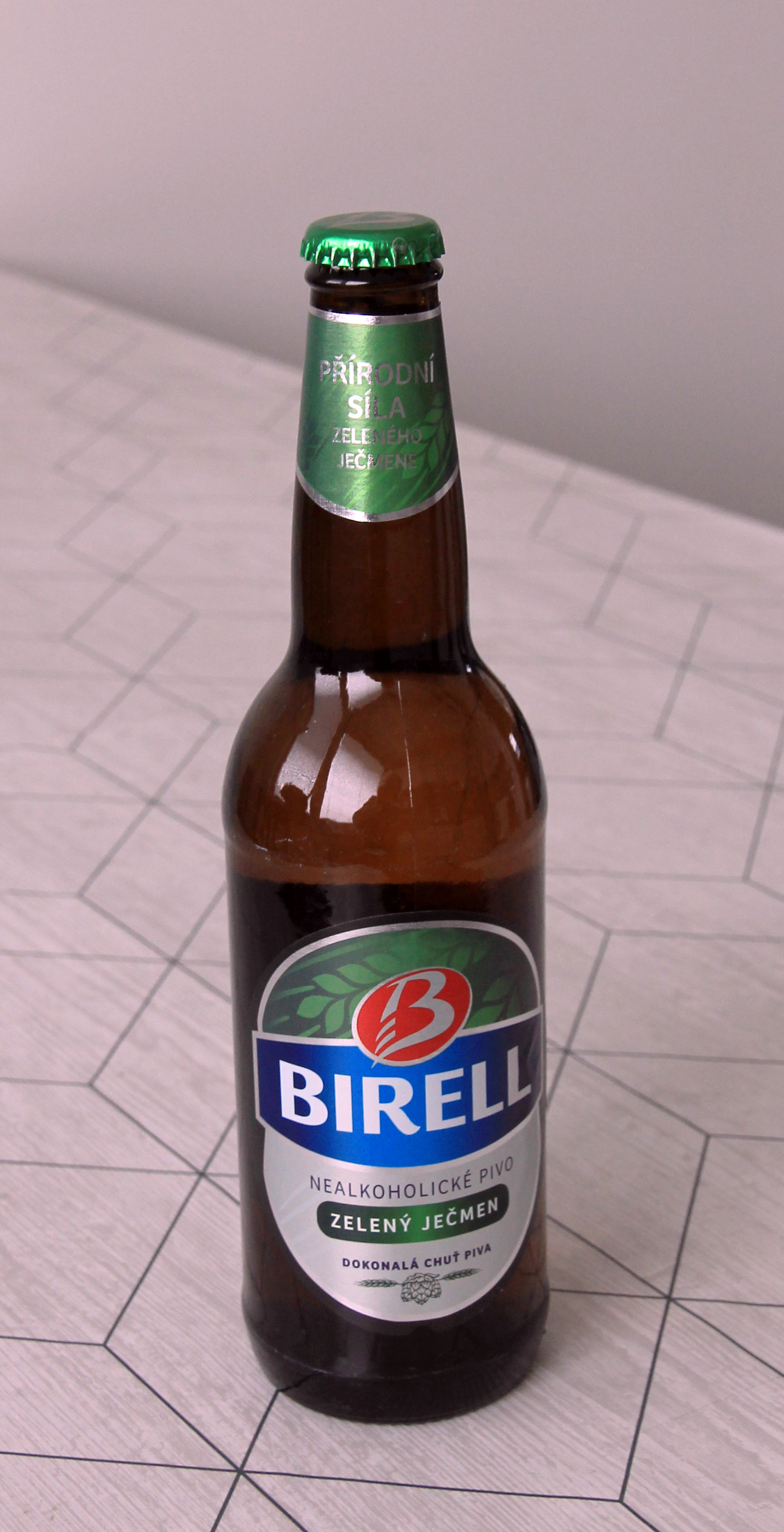
Birell zelený ječmen
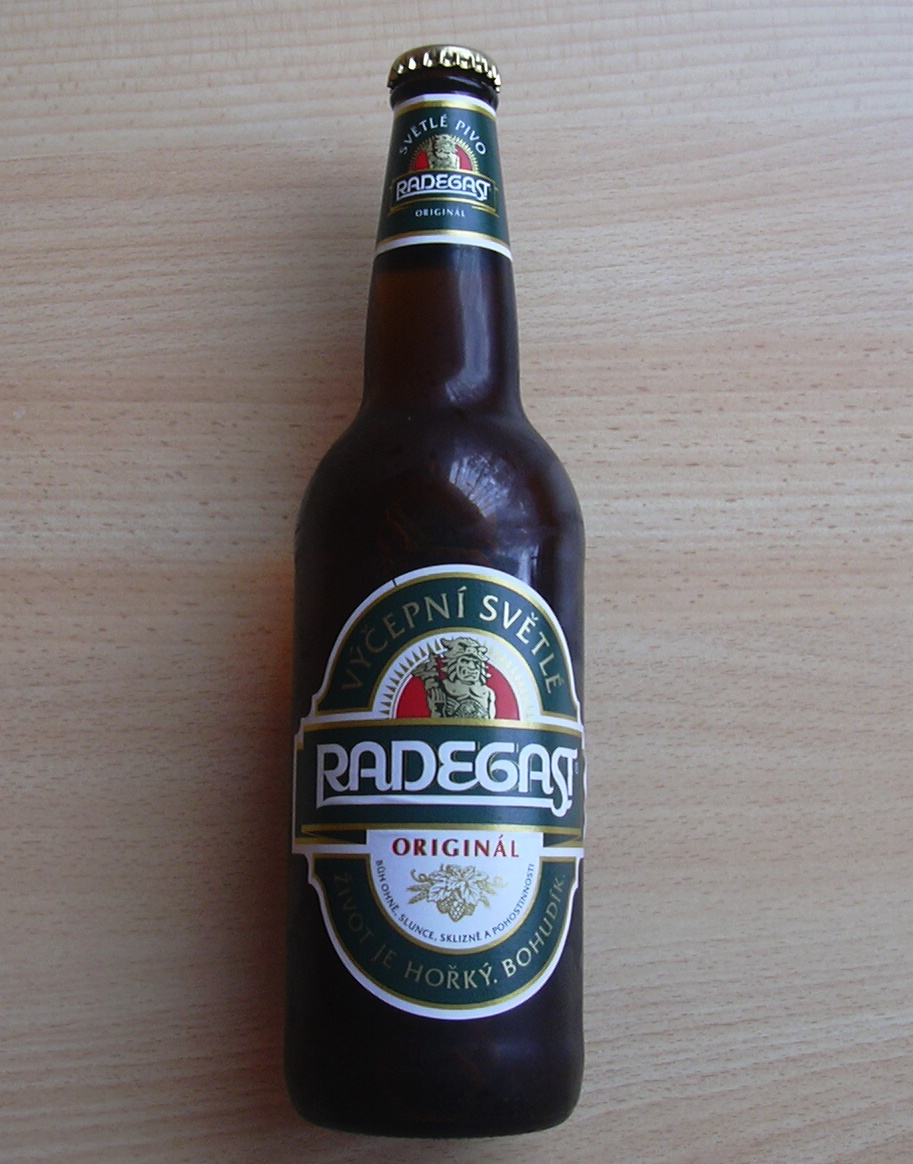
Radegast výčepní světlé
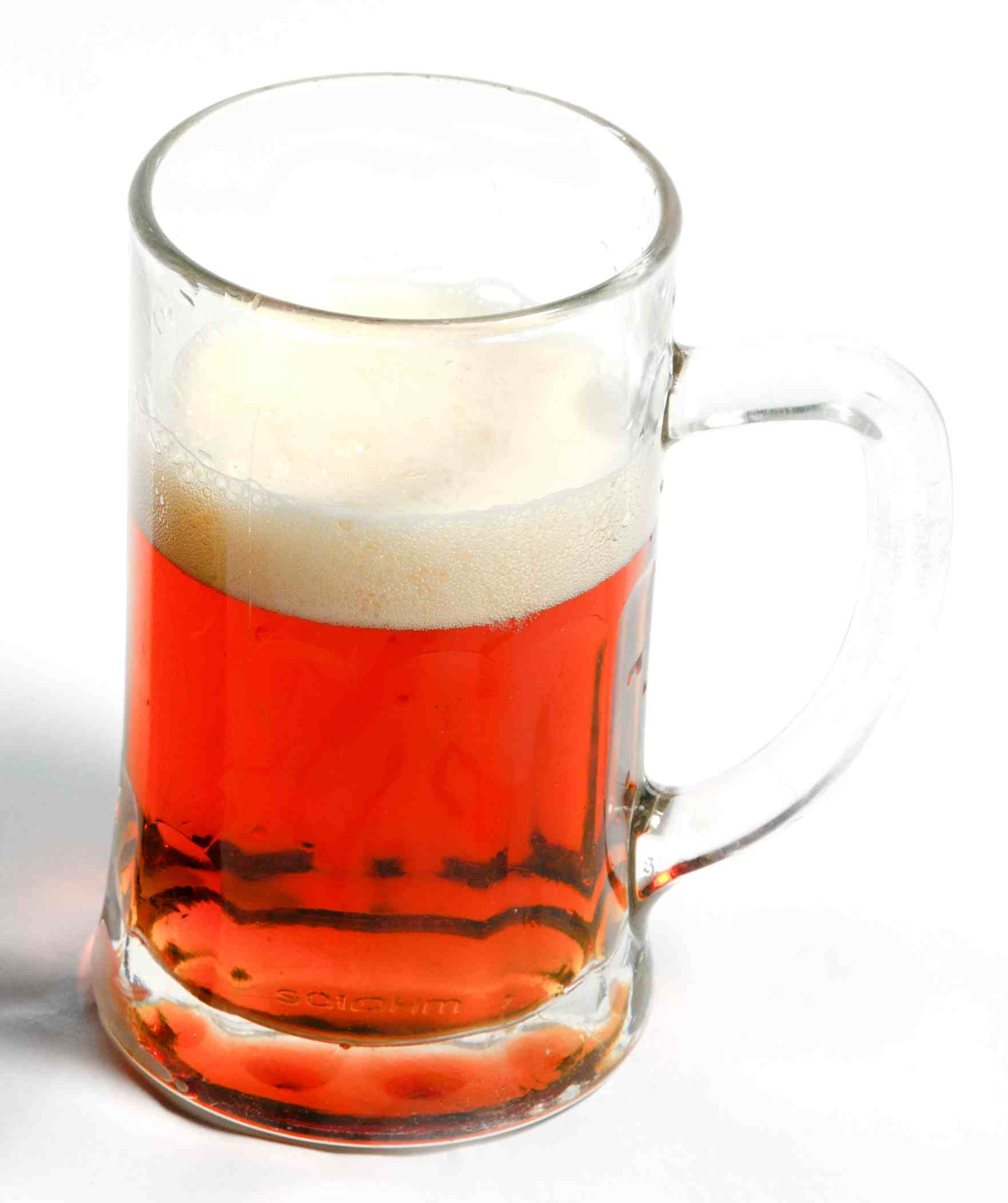
Radegast Temně hořký